# بريتا كارلسون
بريتا كارلسون (بالألمانية: Britta Carlson)‏ هي لاعبة كرة قدم ومدربة كرة قدم ألمانية، ولدت في 3 مارس 1978 في كيل في ألمانيا. شاركت مع منتخب ألمانيا لكرة القدم للسيدات. أما مع النوادي، فقد لعبت مع نادي فولفسبورغ للسيدات ونادي فولفسبورغ.

## وصلات خارجية
- بريتا كارلسون على موقع الاتحاد الدولي (مؤرشف)  (الإنجليزية)
- بريتا كارلسون على موقع قاعدة بيانات كرة القدم.إي يو (الإنجليزية)
- بريتا كارلسون على موقع Soccerway.com (الإنجليزية)
- بريتا كارلسون على موقع عالم كرة القدم.نت (الإنجليزية)
- بريتا كارلسون على موقع أوليمبيديا (الإنجليزية)